# Fonda (New York)
Fonda település az USA New York államában, Montgomery megyében, melynek megyeszékhelye is. Lakosainak száma 668 fő (2020. április 1.).

## Népesség
A település népességének változása:

| 2010 | 795 |
| 2020 | 668 |